# 四川文理学院
31°14′07″N 107°28′13″E / 31.235196°N 107.470210°E
四川文理学院为一所位于中国四川省达州市的全日制公立本科院校。并由四川省教育厅主管。

## 历史沿革
四川文理学院的历史可追溯到1820年，当时的达县文风昌盛，境内已经建立了汉章书院，以供達縣学生求学。但至嘉庆年间，汉章书院已经不能滿足大量求學者的需求。知縣胡光瓚因此召集乡绅富商，捐資募款，將县内的朝陽寺改建為龍山書院。光緒二十九年（1903年），清政府责令废除科舉考试，推广新學。龍山書院被改辦為小學堂。此后，该校因为政局变迁而多次易名。1976年，成立达县师范专科学校，并开始提供高等教育培训，2006年，中华人民共和国教育部批准该校升格为本科高校，易名为四川文理学院，并确立四川省人民政府与达州市人民政府共建，以省为主的管理体制。该校也是川东地区的第一所本科高校。

## 校園環境
至2022年，四川文理学院有南坝、莲湖两个校区，同年9月，该校的学院东区开始营建，位在达州市通川区塔石路。

## 學術研究

### 学科设置
至2021年10月，四川文理学院设立了19个二级学院，并开设57个本科专业与7个专科专业。现今，该校也在积极推进硕士学位授权点的建设，争取成为硕士培养高校。
| 教学单位名称              | 学科设置                                                                                                   | 网页                     |
| ------------------------- | --- | ------------------------ |
| 文学与传播学院            | 汉语言文学、广播电视学、汉语国际教育、文化产业管理、广播电视编导、播音与主持艺术、网络与新媒体             | ※ （页面存档备份，存于） |
| 政法/知识产权学院         | 行政管理、知识产权、思想政治教育、历史学                                                                   | ※ （页面存档备份，存于） |
| 外国语学院                | 英语、商务英语、翻译                                                                                       | ※ （页面存档备份，存于） |
| 数学学院                  | 应用数学、应用统计学、金融数学                                                                             | ※ （页面存档备份，存于） |
| 智能制造学院              | 物联网工程、电子信息科学与技术、机械电子工程、机械工程、计算机科学与技术、数字媒体与技术、物理学、人工智能 | ※ （页面存档备份，存于） |
| 化学化工学院              | 化学、应用化学、化学工程与工艺、制药工程、水质科学与技术                                                   | ※ （页面存档备份，存于） |
| 音乐与演艺学院            | 音乐学、舞蹈学                                                                                             | ※ （页面存档备份，存于） |
| 美术学院                  | 美术学、服装与服饰设计、环境设计、视觉传达设计、产品设计、书法学                                           | ※ （页面存档备份，存于） |
| 体育学院                  | 体育教育、社会体育指导与管理                                                                               | ※ （页面存档备份，存于） |
| 教师教育学院              | 小学教育、学前教育、特殊教育、应用心理学                                                                   | ※ （页面存档备份，存于） |
| 财经管理学院              | 财务管理、人力资源管理、审计学、物流管理                                                                   | ※ （页面存档备份，存于） |
| 建筑工程学院/生态旅游学院 | 工程造价、土木工程、酒店管理、城乡规划、工程管理、旅游管理（专科）                                         | ※ （页面存档备份，存于） |
| 康养产业学院/医学院       | 健康服务与管理、物业管理、康复治疗学、养老服务管理                                                         | ※ （页面存档备份，存于） |
| 马克思主义学院            | （主管全校思想政治教育工作）                                                                               | ※ （页面存档备份，存于） |
| 中华传统文化学院          | | ※ （页面存档备份，存于） |

### 学术资源
四川文理学院图书馆由位于南坝、莲湖的两个分馆构成，建有《四川文理学院数字图书馆》、《川陕苏区文献研究数据库》等特色文献资源。校图书馆亦与中国国家图书馆、CALIS等信息机构建立了文献资源共建共享协作关系。
《四川文理学院学报》为四川文理学院校刊，也是川东地区第一本面向国内外公开发行的综合性学术理论期刊。创刊于1987年，2003年起沿用今名，为中国学术期刊综合评价数据库的来源期刊、《中国核心期刊（遴选）数据库》、《中文科技期刊数据库》及《中国学术期刊（光盘版）》数据库的收录期刊。
四川文理学院依托地理位置优势，建立了四川革命老区发展研究中心、特色植物开发研究重点实验室、四川省磷资源综合利用工程技术研究中心等科研机构；同时也利用巴蜀文化资源，成立书法艺术研究院、巴文化研究院等传统文化教学、科研平台，开设数门传统文化类通识课程。
| 研究机构名称               | 网页                     |
| -------------------------- | ------------------------ |
| 四川革命老区发展研究中心   | ※ （页面存档备份，存于） |
| 特色植物开发研究重点实验室 | ※ （页面存档备份，存于） |

## 学术交流
四川文理学院成为本科院校后，重视应用型人才培养，2020年，该校与四川、重庆、陕西、湖北等省市的20余所高等院校成立了“万达开川渝统筹发展示范区高校联盟”，並得到了一定的積極影響。
四川文理学院自2014年开始招收寮國的留学生，其后也开始招收尼日利亚、韓國等国的留学生。该校也与韩国的草堂大学等一些外国高校建立了合作交流关系，并时常选派学生、教员前往外国高校交流访学。

## 校园文化
四川文理学院校徽于2006年2月启用，呈现出“凤凰展翅”的形状，该校原中文系主任、艺术家章继肃题写了其中的校名。四川文理学院的校歌则为《凤凰欲飞》。
四川文理学院积极开展中华传统文化之普及、研究、传播和服务，2021年，四川文理学院成立二级学院中华传统文化学院，并由此在校内成立了一些传统文化类学生社团。此外，四川文理学院也举办大学生艺术节、美术展、读书会、诗朗诵、辩论赛、演讲赛等课外文化艺术活动，一定程度上丰富了学生的校园生活。在2005年的“全国首届大学生艺术展演”活动中，当时的达县师范专科学校大学生艺术团表演的舞蹈《大巴山抬工汉》即获得了全国一等奖。